# Lindsay Lohan
Lindsay Dee Lohan (Nova Iorque, 2 de julho de 1986) é uma atriz, cantora, produtora e empresária estadunidense. Nascida em Nova Iorque e criada em Long Island, Lohan assinou contrato com a Ford Models aos três anos de idade. Começou sua carreira aos 10 anos na novela Another World, e conquistou seu primeiro grande papel em The Parent Trap (1998) da Walt Disney Pictures. O sucesso do filme levou a múltiplos papéis em filmes subsequentes da Disney; os telefilmes Life-Size (2000) e Get a Clue (2002) e as produções para o cinema Freaky Friday (2003) e Confessions of a Teenage Drama Queen (2004). Seus primeiros trabalhos garantiram seu estrelato na infância, enquanto a comédia adolescente Mean Girls (2004) solidificou seu status como ídolo adolescente e a estabeleceu como uma das principais atrizes de Hollywood.
Lohan assinou com a Casablanca Records e lançou dois álbuns de estúdio, Speak (2004), que recebeu certificado de platina, e A Little More Personal (Raw) (2005), que conquistou o certificado de ouro. Ela também estrelou as comédias Herbie: Fully Loaded (2005) e Just My Luck (2006). Para mostrar sua versatilidade, Lohan começou a escolher papéis em filmes independentes como A Prairie Home Companion e Bobby (ambos de 2006) e Chapter 27 (2007). Seu comportamento durante as filmagens da comédia dramática Georgia Rule (2006) marcou o início de conflitos pessoais que atormentaram sua vida e carreira por quase uma década, tornando-a uma presença constante na imprensa sensacionalista devido a problemas legais e períodos de reabilitação. Tentando voltar a atuar, ela apareceu em Liz & Dick (2012) e The Canyons (2013).
Em 2013, sob a orientação de Oprah Winfrey, Lohan filmou a série documental Lindsay (2014), que a retratou retornando ao trabalho. Posteriormente, estreou nos palcos na produção de Speed-the-Plow (2014), no West End londrino, estrelou a segunda temporada da série de comédia Sick Note (2018) e foi palestrante na primeira temporada do Masked Singer Australia (2019). Entre 2016 e 2018, ela abriu três beach clubs na Grécia, que foram o foco do reality show Lindsay Lohan's Beach Club (2019), da MTV. Após assinar um contrato com a Netflix para a produção de vários filmes após seu retorno, Lohan estrelou as comédias românticas Falling for Christmas (2022), Irish Wish (2024) e Our Little Secret (2024). Lohan reprisou seu papel de Anna Coleman em Freakier Friday (2025) e está escalada para estrelar a próxima série do Hulu, Count My Lies.
Lohan figurou na lista anual das 100 Celebridades da Forbes de 2004 a 2005. Seus prêmios incluem indicações a três prêmios Critics' Choice Awards e um Screen Actors Guild Award. Além do entretenimento, Lohan lançou uma linha de roupas, a 6126, fundada em 2008. A revista People a nomeou uma das mulheres mais bonitas do mundo quatro vezes, mais recentemente em 2024. Em 2007, a Maxim a classificou como número um em seu ranking anual das mulheres mais desejáveis do mundo.

## Biografia
Lindsay Lohan nasceu em 2 de julho de 1986, no Bronx, em Nova York, e cresceu em Merrick, e Cold Spring Harbor na ilha de Long Island, que também está localizado no estado de Nova York. Filha de Dina Sullivan e Michael Lohan, ela tem três irmãos mais novos: Michael Jr, Aliana e Dakota. Lohan foi criada em uma família católica, e tem ascendência irlandesa e italiana. Sua família materna, era bem conhecida por ser composta por católicos conservadores, e seu bisavô, John L. Sullivan foi co-fundador do Partido pró-vida de Long Island.
Seu pai, Michael Lohan já trabalhou em Wall Street, na bolsa de valores de Nova York, onde atuou como negociador financeiro. Ele cumpriu pena em uma prisão após ser condenado por fraude de ações, quando Lohan tinha quatro anos de idade, e desde então, foi preso várias vezes. Sua mãe, Dina Sullivan já foi cantora e dançarina. Eles se casaram em 1985, e se divorciaram quando Lohan tinha três anos, mas logo depois se reconciliaram. Eles se separaram novamente em 2005, finalizando o divórcio em 2007.
Lohan estudou na Cold Spring Harbor High School, até o segundo ano do ensino médio, depois passou a ter aulas em casa.

## Carreira

### 1989–2002: Início da carreira e Operação Cupido
Lohan começou sua carreira em 1989 como modelo infantil da Ford Models, aos três anos de idade, sendo a primeira contratada ruiva da agência. Durante sua infância, ela desfilou para diversas marcas de roupas e apareceu em mais de 100 comerciais de televisão. Aos 10 anos de idade, Lohan entrou para o elenco do seriado Another World do canal NBC, onde fez a personagem Alexandra Fowler.
Lohan ficou no seriado por um ano, até que foi chamada para estrelar o filme da Disney, Operação Cupido. No filme, que foi lançado em 1998, Lohan interpreta gêmeas que tentam reunir seus pais divorciados. O filme faturou 92 milhões de dólares mundialmente e foi um sucesso de crítica, principalmente pela atuação e carisma de Lindsay. Ela venceu um Young Artist Awards na categoria de "Melhor Desempenho em um Filme", além de assinar um contrato para mais três filmes com a Disney. Nesta mesma época, Lohan também gravou o episódio piloto do seriado Bette, estrelado pela atriz Bette Midler, porém, ela saiu do elenco quando a produção decidiu transferir as gravações de Nova York para Los Angeles.
Lindsay ainda estrelou dois filmes para o canal Disney Channel: A Boneca que Virou Gente em 2000, ao lado da atriz e modelo Tyra Banks, e Seguindo as Pistas, lançado em 2002. Em setembro de 2002, ela assinou um contrato com a gravadora Casablanca Records, para o lançamento de seu primeiro álbum. Sua carreira musical passou a ser agenciada pelo casal Emilio Estefan e Gloria Estefan.

### 2003–2004: Sexta-Feira Muito Louca, Meninas Malvadas e Speak
Em 2003, Lohan protagonizou a comédia da Disney Sexta-Feira muito Louca, ao lado da atriz Jamie Lee Curtis. O filme foi um sucesso, faturando mais de 160 milhões de dólares, e conseguiu uma aprovação de 88% no Rotten Tomatoes. Lohan ganhou o prêmio de "Revelação Feminina" no MTV Movie Awards 2004, onde ela também apresentou a premiação. Uma trilha sonora do filme foi lançada, no qual Lindsay cantou a faixa "Ultimate". A trilha recebeu certificado de ouro pela RIAA, por vender mais de 500.000 cópias.
Em 2004, Lohan estrelou outra comédia na Disney, Confissões de uma Adolescente em Crise. Para a trilha sonora do filme, Lohan gravou quatro faixas, entre elas a canção "Drama Queen (That Girl)" que foi lançada como single e ganhou um videoclipe. No mesmo ano, chegou aos cinemas um dos maiores sucessos de sua carreira, Meninas Malvadas, sendo este o primeiro filme de Lohan fora da Disney. Meninas Malvadas, foi um sucesso critico e comercial, arrecadando 129 milhões de dólares em todo o mundo. O filme também rendeu a Lohan quatro prêmios no Teen Choice Awards, e dois prêmios no MTV Movie Awards de 2005. Depois do sucesso de seus últimos filmes, o interesse da mídia e do público por Lohan aumentou significativamente, e logo os paparazzi começaram a segui-la.
Ainda em 2004, em 7 de setembro, Lohan lançou seu primeiro álbum de estúdio Speak. Em sua semana de lançamento, o álbum atingiu a 4ª posição na Billboard 200, vendendo mais de 262 000 cópias. Speak, rendeu os singles, "Over" que ficou no topo do Bubbling Under Hot 100 Singles por três semanas, e "Rumors", cujo seu videoclipe fez bastante sucesso no Total Request Live (parada de clipes mais pedidos da MTV EUA), e foi indicado ao prêmio de "Melhor Vídeo Pop" no MTV Video Music Awards de 2005. A faixa "Fisrt", foi lançada como single da trilha sonora do filme Herbie: Fully Loaded, e ganhou um videoclipe para promover o filme. Em fevereiro de 2005, Speak já havia vendido mais de um milhão de cópias nos Estados Unidos, e recebeu o certificado de platina da RIAA.

### 2005–2006: Herbie, A Little More Personal (Raw) e Sorte no Amor
Em 2005, Lohan estrelou o quinto filme da franquia da Disney sobre o Fusca Herbie. Em Herbie - Meu Fusca Turbinado, Lohan interpretou uma jovem recém formada na faculdade que encontra Herbie em um ferro-velho. O filme foi um sucesso de bilheteria, e arrecadou 144 milhões de dólares em todo o mundo.

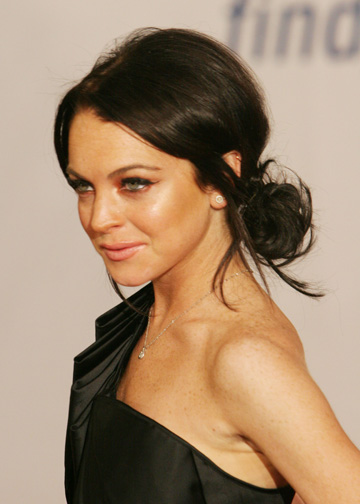
Lindsay durante o desfile anual da General Motors em 2006.

Em dezembro de 2005, Lohan lança seu segundo álbum de estúdio, intitulado A Little More Personal (Raw). O álbum estreou na 20ª posição da Billboard 200. O único single do álbum, foi a canção "Confessions of a Broken Heart (Daughter to Father)", seu primeiro single a entrar na Billboard Hot 100, atingindo a 57ª posição. Também atingiu a 7ª posição na Austrália e a 74ª na Áustria. O videoclipe que foi dirigido pela própria Lohan, contou com a participação de sua irmã Ali, e foi baseado em seu drama familiar. No início de 2006, o álbum recebeu um certificado de ouro, por 500 000 cópias vendidas nos EUA. Ainda em 2005, ela figurou na 10ª posição na lista das "100 mulheres mais sexys", feita pelos leitores da revista FHM.
Em 2006, chega aos cinemas a comédia romântica Sorte no Amor. De acordo com a revista Variety, Lohan recebeu mais de 7,5 milhões de dólares para estrelar o longa. O filme faturou mais de 38 milhões de dólares mundialmente, porém recebeu críticas negativas, além de render a Lohan sua primeira indicação ao Framboesa de Ouro, na categoria de "Pior Atriz". Após Sorte no Amor, Lohan ficou focada em papéis menores e mais maduros. No mesmo ano, atuou no filme A Última Noite, no qual contracenou com a atriz Meryl Streep. Em novembro de 2006, foi lançado o drama Bobby, que conta relatos sobre as horas que antecederam o assassinato de Robert F. Kennedy. Lindsay foi indicada ao Hollywood Film Festival, onde venceu as categorias "Atuação em Conjunto", e "Atriz Revelação do Ano". Também entrou na lista da revista Maxim, na 3ª posição das "100 mulheres mais sexys" de 2006.

### 2007–2008: Filmes Independentes e Problemas Pessoais
Em 2007, Lohan atuou no filme Capítulo 27, longa sobre o assassinato de John Lennon, no qual ela interpreta uma fã do cantor que se torna amiga de Mark Chapman (no filme interpretado por Jared Leto). Em maio de 2007, é lançado o drama Ela é a Poderosa, onnde Lohan atuou ao lado das atrizes Felicity Huffman e Jane Fonda. O filme recebeu elogios pelas performances das atrizes, mas não obteve bons resultados de bilheteria. Durante as filmagens em 2006, foi noticiado que Lohan tinha sido hospitalizada por "exaustão". Em uma carta pública, o executivo do estúdio, James G. Robinson, chamou Lohan de "irresponsável e pouco profissional". Ele mencionou "vários atrasos e ausências no set", e disse que, "estamos bem cientes da verdadeira razão de sua  'exaustão'".
A produção do filme Eu Sei Quem Me Matou, teve que ser interrompida em janeiro de 2007, quando Lohan teve que passar por uma cirurgia de retirada do apêndice. No hospital ela foi convencida por seu médico a se internar em uma clinica de reabilitação, mas um tempo depois, optou por retornar ao set e finalizar o trabalho. Eu Sei Quem Me Matou foi um fracasso de bilheteira e critica, e recebeu oito estatuetas no Framboesa de Ouro, incluindo o de "Pior Atriz". Na mesma época, Lohan foi substituída na produção do filme The Edge of Love, pouco antes do início das filmagens, com o diretor alegando "razões de seguro".
Em maio de 2008, o novo single de Lohan "Bossy" foi lançado, e alcançou o primeiro lugar na parada Billboard Hot Dance Club Play dos EUA. No mesmo ano, Lohan retornou a televisão, fazendo participações no seriado Ugly Betty. Ela faz uma pequena participação no episódio final da 2ª temporada, e em três episódios da 3ª temporada, interpretando a personagem Kimmie Keegan, rival da protagonista Betty Suarez. Ainda em 2008, ela fez uma pequena participação no videoclipe da canção "Everyone Nose" da banda N.E.R.D, e apresentou o prêmio de "Melhor Dança em um Clipe" ao lado da cantora Ciara, no MTV Video Music Awards 2008.

### 2009–2013: Mais Filmes e Participações
Em 2009, é lançada a comédia, Meu Trabalho é Um Parto, no canal a cabo ABC Family, onde ela interpreta Thea, uma jovem que inventa uma gravidez para não perder o emprego. O filme atraiu 2.1 milhões de espectadores em sua estreia.

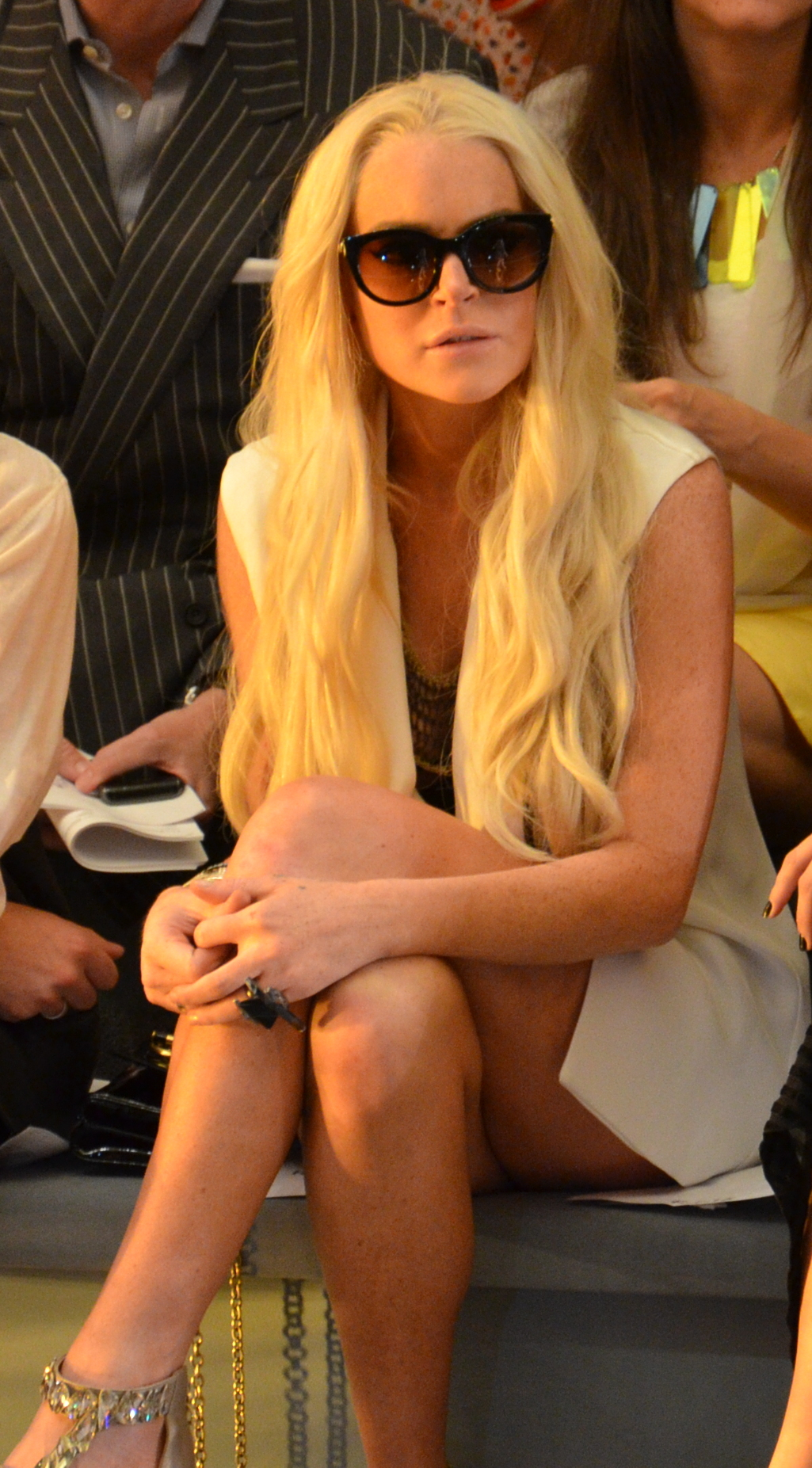
Lohan no New York Fashion Week em setembro de 2011

Ainda em 2009, participou da sexta temporada do reality show Project Runway como jurada especial, e tornou-se consultora artística da grife Ungaro. Também foi o virou garota propaganda da grife italiana Fornarina, onde participou da coleção primavera/verão de 2009. Em dezembro de 2009, foi para a Índia, para fazer o documentário "Lindsay Lohan's Indian Journey", sobre o tráfico de mulheres e crianças na Índia. O documentário foi exibido no canal BBC Three, em abril de 2010.

Em maio de 2010, Lohan foi escalada para estrelar o drama biográfico da atriz de filmes adultos Linda Lovelace, mas devido seus problemas legais, foi substituída pela atriz Amanda Seyfried. Em setembro de 2010, chegou aos cinemas Machete, de Robert Rodriguez. Lohan também gravou uma participação na comédia Inappropriate Comedy, onde ela está vestida como Marilyn Monroe. Lohan apareceu na capa de outubro de 2010 da Vanity Fair, e na entrevista revelou que não era mais chamada para atuar, e declarou: "Quero minha carreira de volta".

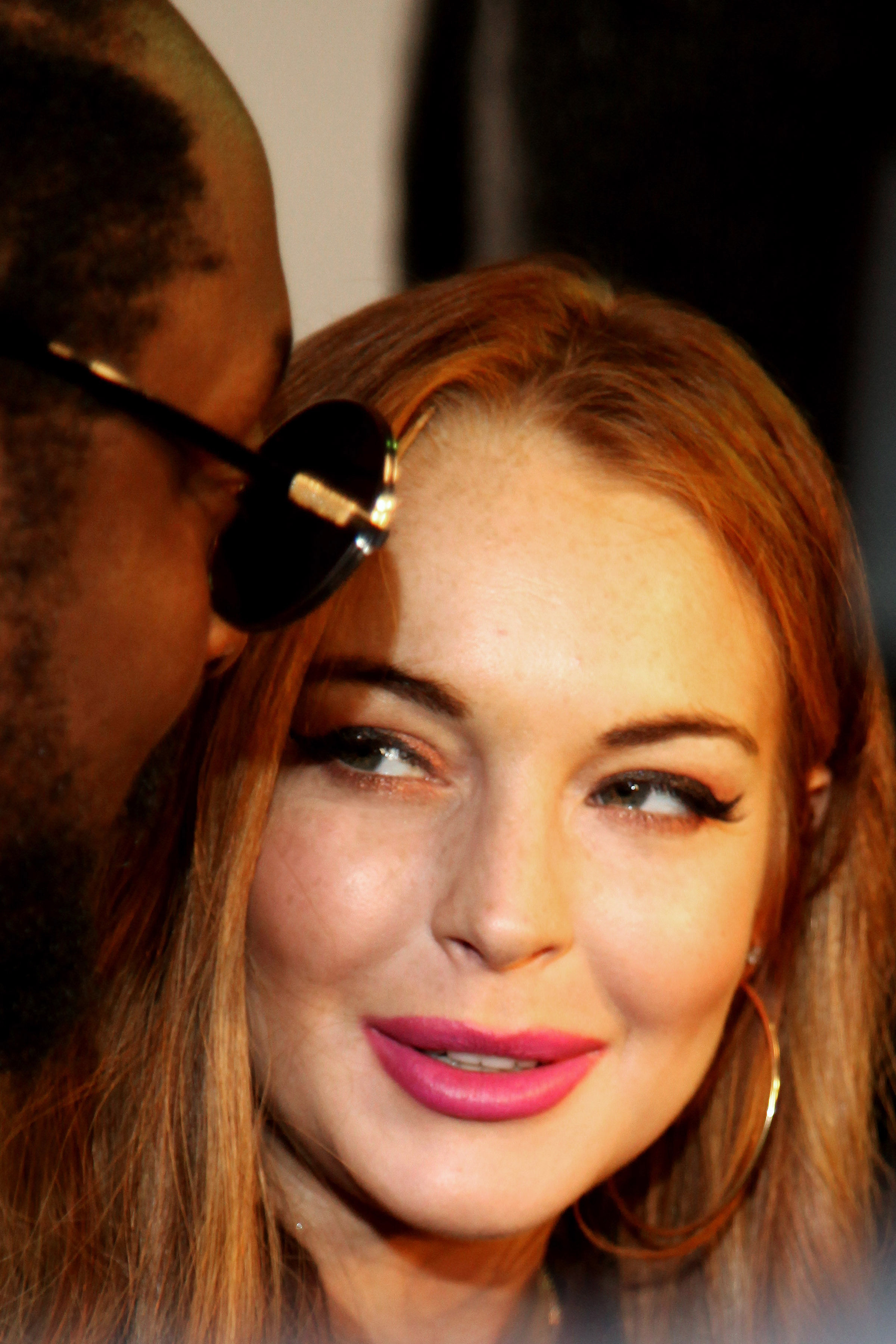
Lindsay Lohan em 2012.

Em abril de 2012, é anunciado que Lohan interpretaria Elizabeth Taylor, no filme biográfico Liz & Dick, para o canal Lifetime. Lohan teve que cortar o cabelo e pintá-lo de castanho. As filmagens do filme se iniciaram em 4 de junho, em Los Angeles, e teve cenas filmadas no Canadá. Existe uma lei no Canadá que proíbe cidadãos estrangeiros com problemas na justiça de entrarem no país, porém, a produção do filme conseguiu um visto para que Lindsay entrasse no país. Em 9 de julho de 2012, Lohan começou a gravar o filme independente The Canyons, que mostra a vida de um grupo de jovens ricos de Los Angeles, em meio a crimes, sexo e drogas. Ainda no mesmo ano, Lohan foi confirmada no elenco de Todo Mundo em Pânico 5, atuando ao lado de Charlie Sheen, e fez uma participação na terceira temporada da série musical Glee.
Em 2013, participou da série Anger Management, a convite do protagonista da série, Charlie Sheen. No mesmo ano, Lohan participou do talk show do canal E!, Chelsea Lately, e o programa obteve sua melhor audiência do ano.

### 2014–2020: Projetos na Televisão e no Teatro
Em março de 2014, Lohan lançou seu próprio reality show, "Lindsay", transmitido pelo canal a cabo OWN. O reality de 8 episódios, segue a vida de Lohan em Nova York, depois de sair da reabilitação e enquanto cumpria seu trabalho comunitário. Em um momento, durante a produção, a atriz impediu que a produção do programa a gravasse por vários dias, sem dar explicações. No episódio final, Lohan é entrevistada pela apresentadora Oprah Winfrey, e revela que estava gravida e sofreu um aborto durante as gravações do programa. Em abril de 2014, Lohan participou de um episódio da sitcom 2 Broke Girls. Em outubro do mesmo ano, Lohan fez sua estreia nos palcos, estrelando uma produção no teatro de Londres, West End de Speed-the-Plough, de David Mamet, uma sátira sobre a indústria cinematográfica. Ela interpretou Karen, a secretária de um executivo de Hollywood, em um papel originalmente interpretado por Madonna.
Em 2015, a banda inglesa Duran Duran anunciou que Lohan havia participado da música "Dancephobia" de seu décimo quarto álbum de estúdio, Paper Gods. E também atuou em um thriller sobrenatural independente, Among the Shadows, na Bélgica. O projeto sofreu uma série de atrasos e seu lançamento só aconteceu em 2019. Em 2018, Lohan fez o seu retorno a televisão na segunda temporada da série britânica "Sick Note" do canal Sky1, como Katerina West, atuando ao lado de Rupert Grint. Ela também fez uma aparição no MTV EMA daquele ano.
Em 2019, Lohan assinou contrato para estrelar um reality show da MTV, Lindsay Lohan's Beach Club, com foco em seus empreendimentos comerciais na Grécia, o programa foi ao ar por uma temporada. No mesmo ano, ela foi anunciada como uma das juradas da edição australiana do The Masked Singer. Em junho de 2019, Lohan anunciou que tinha renovado com a Casablanca Records, para lançar novas músicas. Em 1º de abril de 2020, Lohan anunciou o lançamento de "Back to Me", seu primeiro single em doze anos.

### 2021–presente: Ressurgimento
Em maio de 2021, a Netflix anunciou que Lohan voltaria a atuar estrelando uma comédia romântica de natal na qual interpretaria uma herdeira de hotel sofrendo de amnésia após um acidente de esqui. Falling for Christmas foi lançado em 10 de novembro de 2022, marcando seu primeiro papel em uma grande produção em mais de uma década. Para divulgar o longa, Lohan gravou um cover de "Jingle Bell Rock", que foi lançado como single promocional. Falling for Christmas foi o filme de natal lançado em 2022 mais assistido da plataforma, e sua atuação recebeu críticas geralmente positivas. Em 2022, ela também atuou como narradora do reality show de namoro Lovestruck High da Amazon Prime Video.
Em março de 2022, a Netflix confirmou que Lohan havia assinado um acordo para estrelar mais dois filmes para o serviço de streaming. Em setembro de 2022, foi anunciado que Lohan estrelaria a comédia romântica Irish Wish, que foi lançada em março de 2024. O segundo filme, Our Little Secret, será lançado na plataforma em 27 de novembro de 2024. Ainda em 2024, ela fez seu retorno aos cinemas, com uma pequena participação na versão musical do filme Mean Girls.
Em maio de 2023, a Disney anunciou que Lohan reprisaria seu papel como Anna Coleman em uma sequência de Freaky Friday, marcando seu retorno a Walt Disney Pictures. Freakier Friday está previsto para ser lançado em 8 de agosto de 2025, nos cinemas.

## Vida Pessoal
A vida pessoal de Lohan recebeu muita atenção da mídia a partir da sua adolescência, seja por seus relacionamentos, abuso de drogas, a conturbada relação com seus pais, e uma série de problemas legais. Lindsay também foi uma das celebridades mais perseguidas por paparazzi. Em 2025, em entrevista ao The Sunday Times, Lohan declarou: "Eu nunca quero que minha família passe pela experiência de ser perseguida pelos paparazzi como eu fui. Foram momentos aterrorizantes na minha vida — tenho um transtorno de estresse pós-traumático extremo por causa disso. Situações extremamente invasivas. Muito assustador. E eu rezo para que coisas assim nunca voltem a acontecer. Não é seguro. Não é justo.". Em julho de 2025, Lindsay Lohan, que vive em Dubai desde 2016, explicou ao programa Live with Kelly and Mark que escolheu morar na cidade por causa da privacidade. A atriz destacou que se sente segura e valorizou o fato de que, ao contrário de outros lugares, lá é ilegal tirar fotos de alguém sem permissão. "Não tem aquela preocupação de 'não posso comer nesse lugar porque alguém vai tirar foto do meu filho'. Eu me sinto muito segura", afirmou.

### Relacionamentos
Lohan namorou com o cantor Aaron Carter, com o ator Wilmer Valderrama, com o herdeiro do Hard Rock Cafe Harry Morton, em 2006, com a DJ Samantha Ronson em 2008, e noivou com o herdeiro russo Egor Tarabasov. Em 2016, um vídeo de Egor agredindo Lindsay numa praia em Mykonos, foi divulgado nas redes sociais.
Em 28 de novembro de 2021, Lohan anunciou seu noivado com o investidor kuwaitiano Bader Shammas. Em 2 de julho de 2022, um representante confirmou que Lohan e Shammas estavam casados depois que ela o chamou de "marido" em uma postagem no Instagram. 
Em julho de 2023, Lohan deu à luz seu filho Luai Shammas.

### Problemas Familiares
Michael Lohan, pai de Lindsay Lohan, foi casado com Dina Lohan por 22 anos e tiveram 4 filhos juntos, até o divórcio em 2007. Durante a separação, teve uma filha com outra mulher, revelado em 2008. Enfrentou diversos problemas legais, incluindo três anos de prisão entre 1990 e 1993 por uso de informação privilegiada, mais um ano em 1997 por violação de condicional, e uma condenação em 2004 por tentativa de agressão e dirigir sob efeito de álcool, que resultou em dois anos e meio de prisão até sua libertação em 2007. Também enfrentou problemas com álcool e drogas desde 1982, conforme relatado por ele no programa Celebrity Rehab with Dr. Drew (2010). Em 2020, foi preso em Nova York após ser acusado de estrangular sua ex-esposa, Kate Major; a acusação foi retirada, mas ele firmou um acordo por assédio, recebendo uma ordem de restrição limitada de dois anos. Em 2021, foi novamente preso, dessa vez por envolvimento em um esquema de intermediação de pacientes em clínicas de reabilitação. Em 2024, foi detido no Texas por agredir Kate Major e por violar sua condicional. Por fim, em 2025, foi sentenciado a nove meses de prisão na Flórida por violar a condicional relacionada à condenação de 2022 por fraude no direcionamento de pacientes.
A relação entre Lindsay e seu pai foi marcada por conflitos públicos e acusações. Em 2008, Lindsay Lohan criticou publicamente seu pai, Michael Lohan, por fazer declarações frequentes à mídia sobre sua família e amigos, especialmente sua mãe Dina, sua irmã Ali e sua então namorada na época, Samantha Ronson. Em entrevista ao Access Hollywood, a atriz afirmou: "Ele está fora de controle. Quero que ele pare de machucar e de falar com a mídia sobre as pessoas que eu amo." Na mesma semana, em um post em seu blog no MySpace — posteriormente confirmado como legítimo por sua assessora Leslie Slone-Zelnick, Lindsay desabafou: "Se você tem algo a dizer para mim, diga na minha cara — é nisso que sempre acreditei — não seja covarde a ponto de dizer para os outros antes, muito menos para toda a mídia mundial. Tentei fazer com que as coisas funcionassem na esperança de ter um pai de novo, querendo que as coisas mudassem, apesar do que minha mãe e irmãos passaram com ele. Dito isso — as pessoas estavam certas, e ele continua sem mudar — mas desta vez, sem a filha ao seu lado — ele se tornou um embaraço público e um valentão — para minha família, meus colegas de trabalho, meus amigos e para uma garota que significa o mundo para mim." Em uma publicação separada, Samantha Ronson respondeu às críticas de Michael Lohan, chamando-o de "um homem tão desesperado por atenção que recorre à mídia sempre que possível" e declarou: "Só lamento que ela goste mais de mim do que dele."
Em 2009, Lindsay Lohan usou o X (antigo Twitter) para criticar duramente seu pai, após notícias de que ele estaria tentando obter a tutela legal dela e teria oferecido à imprensa gravações de conversas com sua ex-esposa, Dina, sobre a saúde da filha: "Meu pai é um lunático e nem merece esse título, já que nunca esteve presente na minha vida, exceto quando ameaçava a mim e à minha família. Ele deveria estar onde sempre se colocou, depois de abusar verbal e fisicamente das pessoas durante toda a minha vida — atrás das grades.". Ela também mencionou a irmã mais nova, Ali Lohan, então com 15 anos: "É tão triste receber uma ligação da minha irmãzinha agora há pouco perguntando, entre lágrimas: 'por que o papai está fazendo isso?' Ele ultrapassou os limites e feriu a mim e à minha família pela última vez."
Em entrevista ao The Sun, em 2010, a atriz afirmou: "Quando meu pai começou a se expor publicamente, foi quando cheguei ao fundo do poço [...] Tentei mascarar meus problemas com álcool, cocaína e substâncias que alteram a mente". No mesmo ano, em declaração ao The Irish Examiner, Lindsay acusou o pai de abuso físico e verbal contra sua família: "Ele fez minha mãe, meus avós maternos e a mim passarmos por um verdadeiro inferno, desde ameaças de morte até jogar sapatos na cabeça do meu avô e causar uma concussão, além de ameaçar matar minha mãe na frente do meu irmãozinho Dakota. Eu amadureci muito rápido por causa das situações às quais fui exposta por causa do meu pai. Minha mãe tentava me proteger disso o máximo possível, mas eu escolhi me envolver nos conflitos dos meus pais durante toda a minha vida." No mesmo ano, Lindsay declarou em entrevista à Vanity Fair: "Acho que meu maior foco é aprender a continuar lidando com o trauma que meu pai causou na minha vida."
Em 2013, Dina Lohan declarou ao New York Daily News que Lindsay presenciou episódios de violência doméstica cometidos por seu pai, Michael Lohan, e que isso teve um impacto profundo em sua vida. "Lindsay viu o pai me agredir — é por isso que ela é tão fragilizada [...] Quero que o mundo saiba qual é a raiz dos problemas dela." No mesmo ano, Michael Lohan admitiu à revista Life & Style que ele e Dina Lohan eram os responsáveis pelos problemas enfrentados por Lindsay, por tê-la colocado no meio do divórcio. "A culpa é minha e da Dina. Colocamos ela no meio do divórcio. Agora, cabe a mim e à Dina consertar isso", declarou.
Em 2025, uma fonte revelou ao Radar Online que Lindsay Lohan cortou completamente o contato com seu pai, Michael Lohan, após sua nova prisão por suposta agressão à ex-esposa. "Isso traz de volta memórias horríveis para Lindsay de quando cresceu com esse cara", disse o informante ao site.
Esses relatos fazem parte de um histórico de conflitos familiares que ganharam destaque na mídia ao longo da vida pública da atriz.

### Abuso de substâncias
Em sua entrevista para Oprah Winfrey em 2013, Lohan disse que seus primeiros problemas surgiram quando ela se mudou para a Califórnia sozinha aos 15 anos, onde ela desenvolveu uma bulimia nervosa, e passou a usar drogas. Na mesma entrevista, ela revelou que usava cocaína de "10 a 15 vezes ao dia".

### Problemas Judiciais
Em maio de 2007, Lohan foi presa pela primeira vez, sob a acusação de dirigir sob a influência de álcool. Em julho, menos de duas semanas depois de sair da reabilitação, Lohan foi presa pela segunda vez, sob a acusação de dirigir sob efeito de cocaína, e com a carteira suspensa. Em agosto, Lohan se declarou culpada de contravenção por uso de cocaína e foi sentenciada a um programa de educação sobre álcool, serviço comunitário, um dia de prisão e três anos de liberdade condicional. Em novembro, Lohan cumpriu apenas 84 minutos de prisão, depois que seu advogado apelou para reduzir a sentença. Em outubro de 2009, sua liberdade condicional foi estendida por mais um ano, após vários casos em que ela não seguiu o de tratamento de abuso de substâncias ordenado pelo tribunal.
Em maio de 2010, Lohan viajou para o Festival de Cinema de Cannes, e perdeu uma audiência obrigatória. Um mandado de prisão foi emitido em Beverly Hills, e foi rescindido após seus representantes pagarem uma fiança. Por ter violado os termos de sua liberdade condicional, Lindsay foi proibida de sair de Los Angeles, e passou a usar uma tornozeleira eletrônica que detecta o nível de álcool no sangue. Em julho de 2010, ela foi sentenciada a 90 dias de prisão, seguidos de 90 dias de tratamento em uma clínica de reabilitação. Lohan cumpriu apenas 14 dias da pena de prisão, devido à superlotação do presídio, e seguiu para a reabilitação. Entretanto, em 24 de setembro, ela não passou no teste periódico de drogas e foi presa novamente. Ela pagou uma fiança de 300 mil dólares e obteve liberdade condicional. Em outubro, ela foi internada na clinica Betty Ford Center sob ordem judicial, onde permaneceu por três meses, até o início de janeiro de 2011.
Em 2011, Lindsay foi acusada formalmente de roubar um colar numa joalheria. Imagens da câmera de segurança da loja registraram a atriz levando a peça. Ela foi condenada a serviço comunitário e 120 dias de prisão por roubo e violação de liberdade condicional. Lohan cumpriu a pena em prisão domiciliar, usando uma tornozeleira de rastreamento. Em novembro, Lohan foi considerada culpada de ter violado os termos da sua liberdade condicional ao não prestar o serviço comunitário exigido. A juíza Stephanie Sautner - responsável pelo julgamento de Lohan - a condenou a 480 horas de trabalho comunitário, fazendo a limpeza de um necrotério local, e também exigiu que ela frequentasse sessões de psicoterapia judicial. A juíza, também  aconselhou Lohan, a viver uma vida mais madura, e se concentrar mais em seu trabalho.
Em junho de 2012, a caminho do set de Liz & Dick, Lohan sofreu um acidente de carro, onde sofreu ferimentos leves. Lohan foi acusada por testemunhas de trocar de lugar com o seu assistente, que estava no banco do passageiro, antes da policia chegar; Ela também forneceu informações falsas a policia. Em março de 2013, ela foi condenada novamente a serviço comunitário, psicoterapia e reabilitação. Entre maio e julho de 2013, Lohan passou 90 dias em reabilitação obrigatória na clínica Cliffside Malibu. Em maio de 2015, ela finalizou sua sentença.
Em março de 2023, Lohan e outras celebridades foram acusadas pela SEC de violar as leis de proteção ao investidor ao promover uma propaganda de criptomoeda nas redes sociais, sem divulgar adequadamente que foram compensados por isso. Um representante afirmou que Lohan não tinha conhecimento das obrigações de divulgação e concordou em pagar uma multa para resolver o assunto.

### Controvérsias
Em outubro de 2017, Lohan fez um post em sua conta no Instagram defendendo Harvey Weinstein das acusações de assédio sexual, agressão sexual e estupro. No entanto, em 11 de outubro, Lindsay Lohan declarou ao Daily Mail que as acusações contra Harvey Weinstein deveriam ser levadas às autoridades, e não à mídia, incentivando as vítimas a procurarem a polícia: "Encorajo todas as mulheres que acreditam ter sido prejudicadas por Harvey a relatarem suas experiências às autoridades competentes". No mesmo dia, a atriz Rose McGowan, uma das vozes mais ativas nas denúncias contra Weinstein, saiu em defesa de Lohan com um post no X (antigo Twitter), pedindo empatia com Lohan: "Por favor, peguem leve com Lindsay Lohan. Ser uma atriz mirim que se transforma em símbolo sexual distorce a mente de formas que vocês não conseguem compreender."
Em 2018, Lindsay Lohan emitiu um pedido de desculpas à revista People por comentários feitos sobre Harvey Weinstein e o movimento Me Too: "Gostaria de pedir desculpas sem reservas por qualquer sofrimento e angústia causados [...] Desde então, aprendi como declarações como a minha são vistas como dolorosas, o que nunca foi minha intenção. Sinto muito por qualquer dor que eu possa ter causado." Ela reforçou seu apoio ao movimento #MeToo, afirmando: "Tenho sentimentos muito fortes em relação ao movimento #MeToo e o máximo respeito e admiração pelas mulheres que tiveram coragem de se manifestar e compartilhar suas experiências. Seus testemunhos ajudaram a proteger aqueles que não podem falar e deram força àqueles que lutaram para fazer suas vozes serem ouvidas."
Em setembro de 2018, Lohan fez uma transmissão ao vivo no Instagram, tentando levar os filhos de uma mulher sem-teto em Moscou, alegando que as crianças teriam uma vida melhor se fossem criados por ela. No vídeo, a família tenta fugir de Lohan andando pela rua, ela os segue, ainda transmitindo ao vivo, enquanto chora. Em dezembro de 2018, em entrevista à Paper Magazine, Lindsay Lohan comentou brevemente sobre o polêmico incidente: "Interpretei a situação de forma errada. Aprendi com isso. E é tudo o que tenho a dizer."

### Assalto da gangue "Bling Ring"
Em 2009, a casa de Lohan em Hollywood Hills, foi assaltada pela gangue Bling Ring, um grupo de jovens assaltantes com foco em mansões de famosos, cujo líder Lee, considerava Lohan um "ícone da moda definitivo", e que entrar em sua casa seria "sua maior conquista". Lee, Nick Prugo e Diana Tamayo roubaram cerca de US$ 130.000 dólares em roupas e joias da casa de Lohan. De acordo com Prugo, Tamayo e Lee estavam "pirando" com as coisas de Lohan. Naquela época, Prugo estava especialmente preocupado com esse roubo, sabendo que se fossem capturados por câmeras de vigilância da casa de Lindsay, a filmagem seria amplamente divulgada.
Em 2010, Lohan ficou encarcerada em uma cela ao lado de Alexis Neiers  uma das integrantes do Bling Ring.
O caso foi abordado no filme biográfico de 2013 The Bling Ring, de Sofia Coppola. Imagens de arquivo no filme mostraram Lohan durante os julgamentos.

## Discografia
Álbuns de Estúdio
- Speak (2004)
- A Little More Personal (Raw) (2005)

## Filmografia

### Cinema
| Ano  | Título                               | Personagem                   | Notas                      |
| ---- | ------------------------------------ | ---------------------------- | -------------------------- |
| 1998 | The Parent Trap                      | Hallie Parker / Annie James  |                            |
| 2000 | Life-Size                            | Casey                        | Filme do Disney Channel    |
| 2002 | Get a Clue                           | Lexy Gold                    | Filme do Disney Channel    |
| 2003 | Freaky Friday                        | Anna Coleman                 |                            |
| 2004 | Confessions of a Teenage Drama Queen | Lola                         |                            |
| 2004 | Mean Girls                           | Cady Heron                   |                            |
| 2005 | Herbie: Fully Loaded                 | Maggie Peyton                |                            |
| 2005 | My Scene Goes Hollywood: The Movie   | Ela mesma                    | Voz; participação especial |
| 2006 | A Prairie Home Companion             | Lola Johnson                 |                            |
| 2006 | Just My Luck                         | Ashley Albright              |                            |
| 2006 | Bobby                                | Diane                        |                            |
| 2006 | The Holiday                          | Ela mesma                    | Aparição especial          |
| 2007 | Chapter 27                           | Jude                         |                            |
| 2007 | Georgia Rule                         | Rachel                       |                            |
| 2007 | I Know Who Killed Me                 | Aubrey Fleming / Dakota Moss |                            |
| 2009 | Labor Pains                          | Thea Clayhill                | Telefilme ABC Family       |
| 2010 | Machete                              | April                        |                            |
| 2012 | Liz & Dick                           | Elizabeth Taylor             | Telefilme Lifetime         |
| 2013 | Inappropriate Comedy                 | Marilyn Monroe               | Participação especial      |
| 2013 | The Canyons                          | Tara                         | [ 184 ]                    |
| 2013 | Scary Movie 5                        | Ela mesma                    | Participação especial      |
| 2019 | Among the Shadows                    | Patricia Sherman             |                            |
| 2022 | Falling for Christmas                | Sierra Belmon                |                            |
| 2024 | Mean Girls                           | Moderadora dos Mathletes     | Aparição especial          |
| 2024 | Irish Wish                           | Madeline "Maddie" Kelly      | Também produtora executiva |
| 2024 | Our Little Secret                    | Avery                        | Também produtora executiva |
| 2025 | Freakier Friday                      | Anna Coleman                 | Também produtora executiva |

### Televisão
| Ano       | Título                         | Personagem           | Notas                                                 |
| --------- | ------------------------------ | -------------------- | ----------------------------------------------------- |
| 1993      | Guiding Light                  | Chrissie             | 1 episódio                                            |
| 1995      | Sesame Street                  | Criança              | 2 episódios                                           |
| 1996-1997 | Another World                  | Alli Fowler          | 4 episódios                                           |
| 2000      | Bette                          | Rose Midler          | Episódio: "Pilot"                                     |
| 2004      | King of the Hill               | Jenny Medina         | Episódio: "Talking Shop"                              |
| 2004      | That '70s Show                 | Danielle             | Episódio: "Mother's Little Helper"                    |
| 2004      | MTV Movie Awards               | Ela mesma            | Apresentadora                                         |
| 2004      | MTV Diary                      | Ela mesma            | Documentário da MTV                                   |
| 2006      | World Music Awards             | Ela mesma            | Apresentadora                                         |
| 2008      | Ugly Betty                     | Kimmie Keegan        | 4 episódios                                           |
| 2009      | Project Runway                 | Ela mesma            | Jurada convidada; Episódio: "Welcome to Los Angeles!" |
| 2010      | Lindsay Lohan's Indian Journey | Ela mesma            | Documentário da BBC Three                             |
| 2012      | Love, Marilyn                  | Ela mesma            | Documentário da HBO                                   |
| 2012      | Glee                           | Ela mesma            | Episódio: "Nationals"                                 |
| 2013      | Chelsea Lately                 | Ela mesma            | Episódio de 5 de agosto                               |
| 2013      | Anger Management               | Ela mesma            | Episódio: "Charlie Gets Lindsay Lohan Into Trouble"   |
| 2013      | Oprah's Next Chapter           | Ela mesma            | Episódio: "Lindsay's Next Chapter"                    |
| 2013      | Eastbound & Down               | Shayna Powers adulta | Episódio: "Chapter 29"                                |
| 2014      | 2 Broke Girls                  | Claire               | Episódio: "And The Wedding Cake Cake Cake"            |
| 2014      | Lindsay                        | Ela mesma            | Reality show; 8 episódios; também produtora           |
| 2018      | Sick Note                      | Katerina West        | 7 episódios                                           |
| 2019      | Lindsay Lohan's Beach Club     | Ela mesma            | Reality show; 12 episódios; também produtora          |
| 2019      | The Masked Singer Australia    | Ela mesma            | Jurada; 10 episódios                                  |
| 2021      | Devil May Care                 | Ziva                 | Voz; Episódio: "The Date"                             |
| 2022      | Lovestruck High                | Ela mesma            | Narradora; 8 episódios                                |